# Feldhausen (Lilienthal)
Feldhausen (plattdeutsch Feldhusen) ist ein Ortsteil der Gemeinde Lilienthal im niedersächsischen Landkreis Osterholz.

## Geografie und Verkehrsanbindung
Der Ortsteil liegt südwestlich des Kernortes Lilienthal, die Landesgrenze zu Bremen verläuft südlich.
Die Wörpe fließt östlich und die Landesstraße L 133 verläuft ebenfalls östlich.
Westlich erstreckt sich das 214 Hektar große Naturschutzgebiet (NSG) Truper Blänken und südlich das 191 ha große NSG Untere Wümme.

## Gebäude
Erhalten sind einige denkmalgeschützte Gebäude:
- Hofanlage Feldhausen 29 von 1845 in Fachwerk
- Wohn- und Wirtschaftsgebäude Feldhausen 19 von 1867